# Thorskogs Mekaniska Verkstad

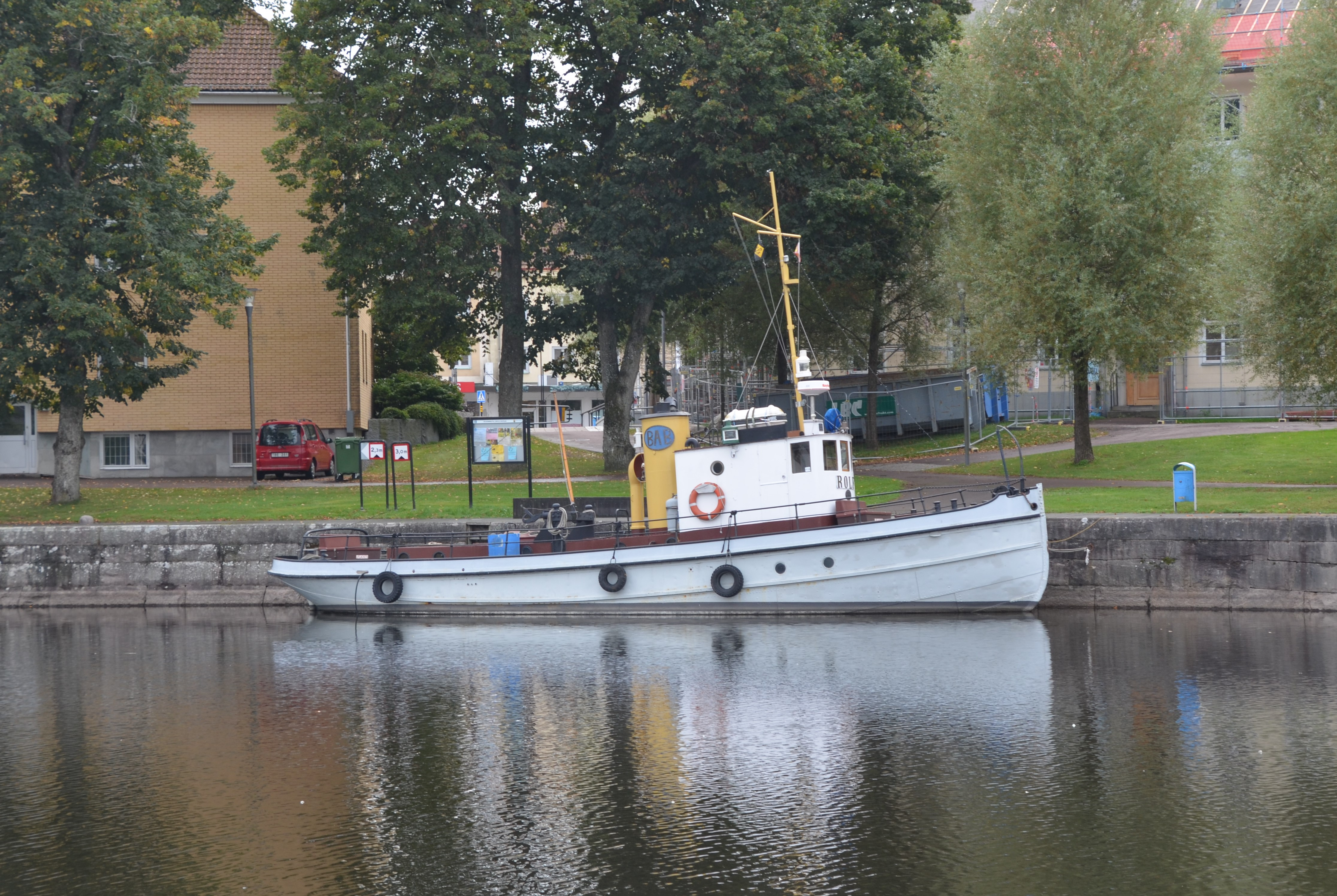
Bogserbåten Rolf i hamnen i Säffle

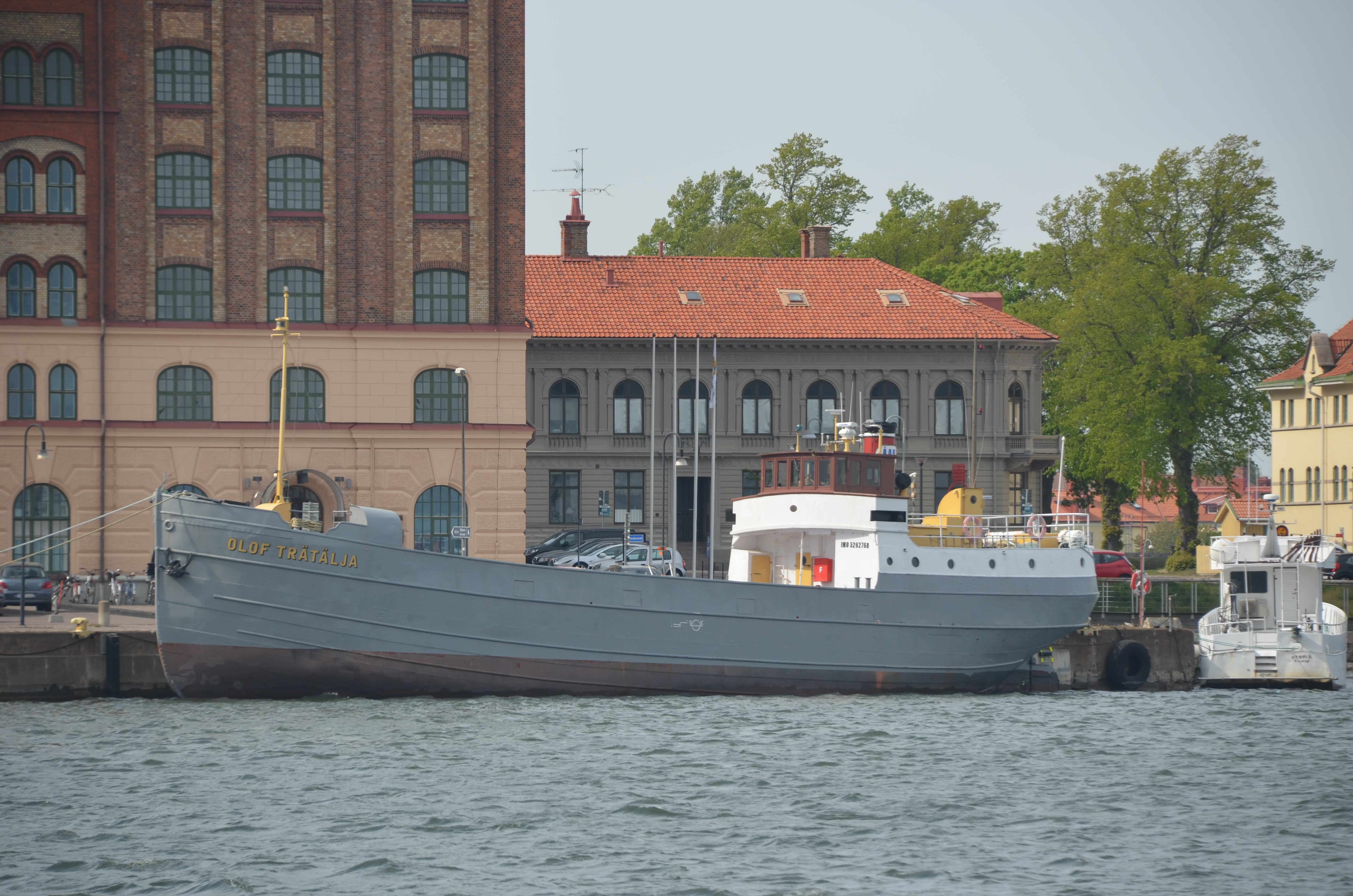
M/S Olof Trätälja i Kalmar

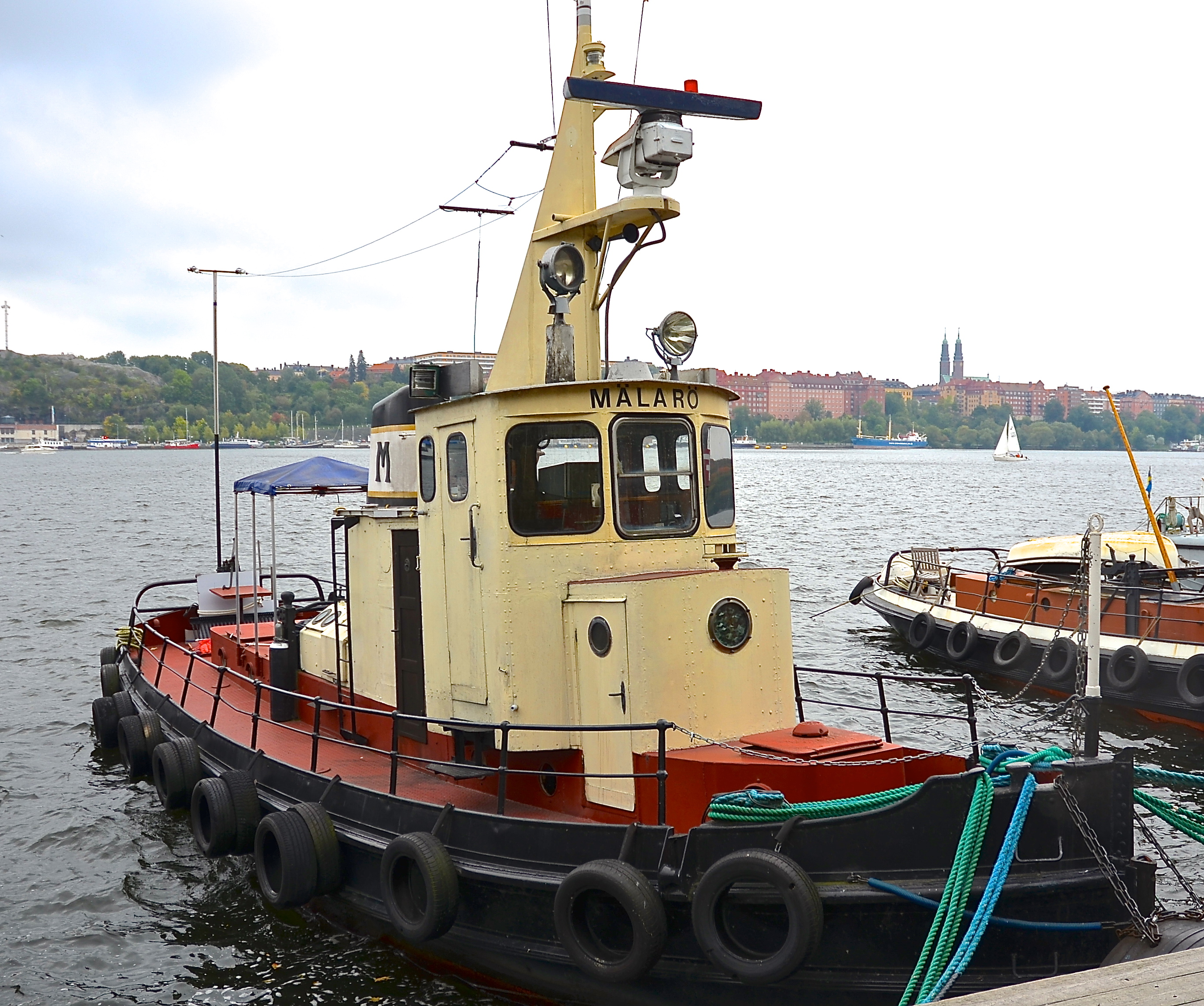
Bogserbåten Mälarö

Thorskogs Mekaniska Verkstad, eller Thorskogs varv, var ett varv i Torskog i Lilla Edets kommun. Varvet var i drift 1867-1926. Det ägdes av Petter Larson till 1912 och därefter av sonen Eskil Larsson. Varvet hade som högst 280 anställda.
Verkstaden tillverkade, förutom fler än 200 fartyg, ångmaskiner, ankarspel och vinschar. Det hade eget gjuteri.
Samarbete skedde med grosshandelsföretaget Andersson & Lindberg i Göteborg, som beställde bogserbåtar och lastångare, som såldes vidare bogserbåtar och några lastångare som man sålde när man hittade köpare.

## Byggda fartyg i urval
- 1879 S/S Olof Trätälja, senare M/S Sydfart, varvsnummer 53
- 1884 Göta Elf
- 1889 S/S Vista, senare Vesterø i Norge, varvsnummer 110
- 1902 S/S Rex, bogserbåt, varvsnummer 161
- 1906 Bogserbåten Rolf, varvsnummer 178
- 1912 Torgny, senare M/S Svaneskog, varvsnummer 192
- 1917 Årås, bogserbåt, varvsnummer 204
- 1919 S/S Hjalmar, bogserbåt, varvsnummer 209
- 1922 Arne, senare Mälarö, bogserbåt, varvsnummer 211
- 1922 Ester, senare M/S Vielle Montagne IV, varvsnummer 213